# プリンストン (ニュージャージー州)
プリンストン（Princeton）は、アメリカ合衆国ニュージャージー州のマーサー郡にあるボロ。プリンストン大学がある学園都市である。人口は3万681人（2020年）。

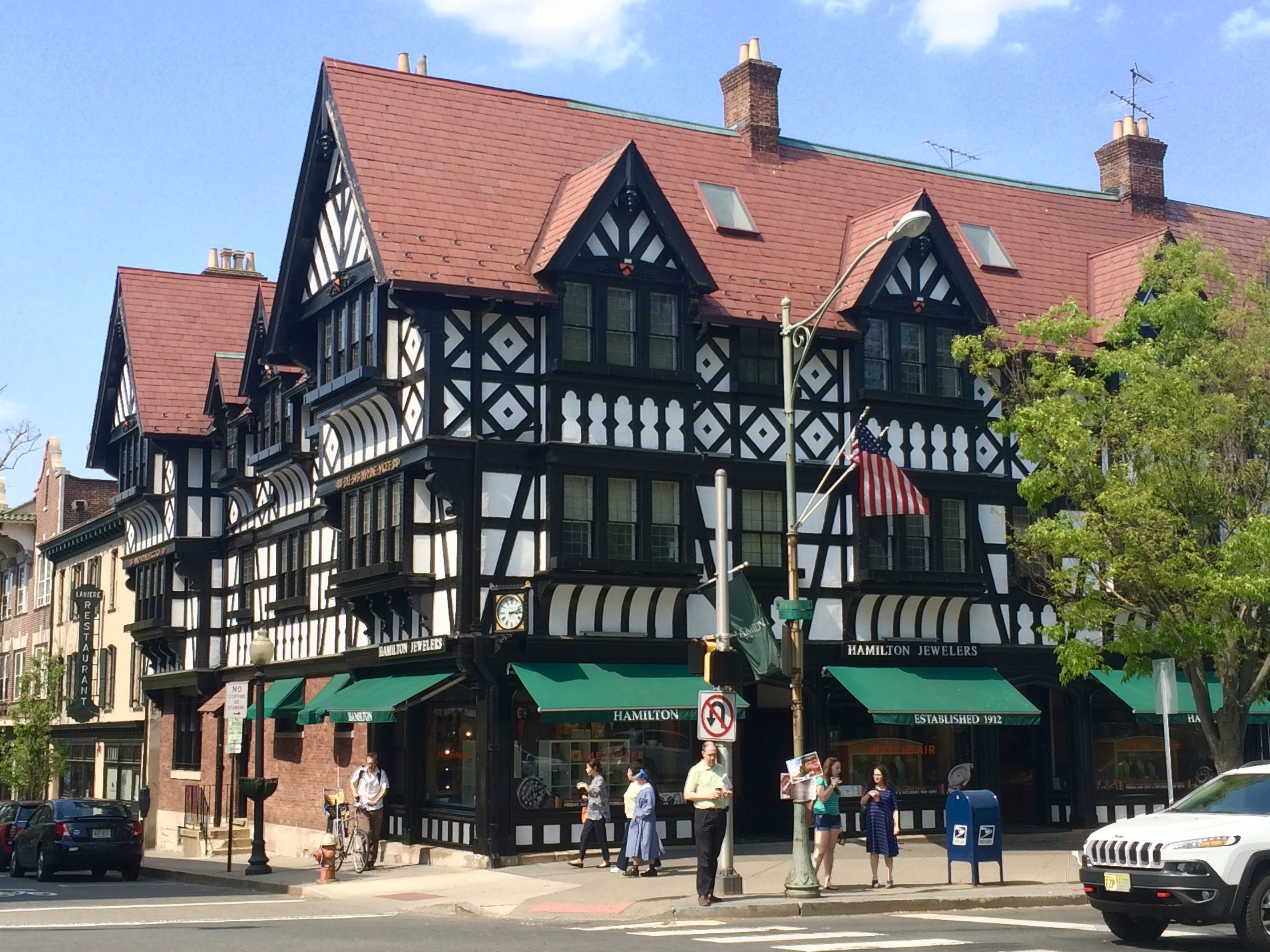
ナッソーストリート

## 概要
プリンストンにはアイビー・リーグの一角をなすプリンストン大学をはじめ、教育・研究機関が数多く立地している。 また、ダウ・ジョーンズなどの大企業も本社を置いている。ニューヨークとフィラデルフィアという2つの大都市からほぼ等距離にあり、どちらからも州間高速道路や郊外列車（ニュージャージー・トランジット、SEPTA）を利用しての通勤が可能であること、さらには州内のニューアーク、トレントン、カムデン等と比べ治安が良好であることから、郊外都市としての側面も持っている。
ニュージャージー州の州都はトレントンであるが、ニュージャージー州知事の官邸は北東に約20km離れたこのプリンストンに立地している。1945年、モーベン（Morven）と呼ばれる建物が正式にニュージャージー州知事官邸になった。その後モーベンの近くにドラムスワケット（Drumthwacket）という建物が官邸として建てられ、現在に至っている。モーベンは現在ではニュージャージー歴史協会（New Jersey Historical Society）の本部となっている。
以前プリンストンは1つの自治体ではなく、中心をなす面積約5km²のプリンストン市とその周囲を取り囲むプリンストン・タウンシップからなっていた。2013年に両者は合併した。

## 歴史
1746年に創立されたカレッジ・オブ・ニュージャージー（College of New Jersey）がこのプリンストンに移ってきたのは創立から10年後、1756年のことである。このときに大学は現在のプリンストン大学という名に改められた。同時に、プリンストンは全米有数の学術都市としての道を歩みはじめた。

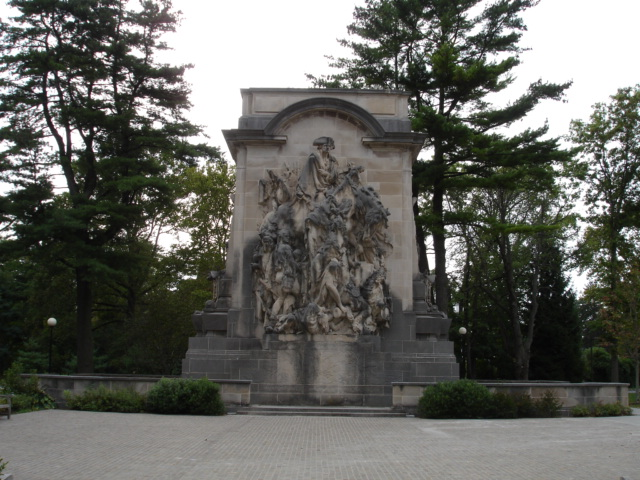
プリンストン戦場跡

プリンストンはまた、独立戦争においても重要な地であった。1777年1月3日、ジョージ・ワシントン率いる植民地軍は味方の指揮官であったヒュー・マーサー将軍を戦死させてしまったもののチャールズ・コーンウォリス率いるイギリス軍を破り、 プリンストンの戦いと呼ばれるこの戦闘で勝利を収めた。当時のプリンストンの町から西へ約3km離れたこの戦場跡は現在の市の中心であり、プリンストン古戦場州立公園として保存されている。
1783年夏、大陸議会はプリンストン大学のナッソー・ホール（Nassau Hall）に集まった。その結果、プリンストンはたった4ヶ月の間ではあったが、アメリカ合衆国の首都になった。大陸議会がパリ条約調印、独立戦争終戦を知ったのはこのプリンストンであった。当時、この周辺は農業地帯で、ナッソー・ホールと数軒の家屋が大学全体を構成して建っているのみであった。
19世紀に入るとニューヨークとフィラデルフィアを結ぶ鉄道が引かれ、プリンストンにその駅ができた。しかし19世紀中盤に入るとルート短縮のために直線化がなされ、プリンストンの南数マイルのところを迂回するようになった。新線にはプリンストン・ジャンクションという駅ができ、そこから分岐する支線がプリンストンの中心部と本線とを結んだ。これらの鉄道は現在でもニューヨークとトレントンとの間で営業運転を行うニュージャージー・トランジットによって運営されている。
プリンストンはグロバー・クリーブランド、およびウッドロウ・ウィルソンの2名のアメリカ合衆国大統領ゆかりの街である。1894年、クリーブランドは大統領としての2期目にこのプリンストンで家を購入し、そのままプリンストンに住みついた。1908年に没すると、クリーブランドはプリンストン墓地に埋葬された。一方、プリンストン大学で教鞭をとり、学長も務めたウィルソンは、1912年にアメリカ合衆国大統領に選出された。ウィルソンは2期にわたって大統領を務め、第一次世界大戦後に十四か条の平和原則を執筆、国際連盟設立へとつなげた。
1915年にはプリンストン高校が開校した。当時、この近辺では白人と黒人を分けて教えることが普通で、実際に黒人用の小学校もあった。しかし同校は開校当時から全ての人種を受け入れた共学校であった。プリンストンの全ての学校で全人種共学になったのは、1947年にニュージャージー州憲法で公立学校および民兵における人種隔離が禁止されてからのことである。
1933年、アルベルト・アインシュタインがプリンストン高等研究所に着任し、このプリンストンに住みはじめた。はじめはある種の珍奇さを感じたアインシュタインであったが、徐々にこのプリンストンに慣れ、それまでに住んだどの町よりも落ち着くようになったという。アインシュタインは1955年に没するまでこのプリンストンに住み続けた。

## 地理
プリンストンはニューヨークの南西約80km、フィラデルフィアの北東約70kmに位置し、どちらからも通勤可能な郊外都市としての側面を持っている。この両都市からは途中まで州間高速道路を利用することができる（ただし、プリンストンには高速道路は乗り入れていない）。また、市にはニューヨークと州都トレントンとを結ぶ郊外列車、ニュージャージー・トランジットの駅がある。トレントンではフィラデルフィアの地下鉄・郊外列車であるSEPTAに乗り換えることができる。これらの郊外列車は、プリンストンの玄関口となるニューアーク国際空港やフィラデルフィア国際空港にも通じている。
アメリカ合衆国統計局によると、プリンストン市は総面積4.8km²（1.9mi²）である。市の全域が陸地であり、水域はない。また、プリンストン市の周囲を取り囲むプリンストン・タウンシップは総面積43.0km²（16.6mi²）である。このうち42.4km²（16.4mi²）が陸地で0.6km²（0.2mi²）が水域である。タウンシップの総面積の1.38%が水域となっている。
プリンストンは四季がはっきりしており、1年を通して平均的に降雨がある。冬には降雪も見られる。年間降水量は1,000mm程度である。ケッペンの気候区分では温暖湿潤気候（Cfa）に属する。

## 教育・研究

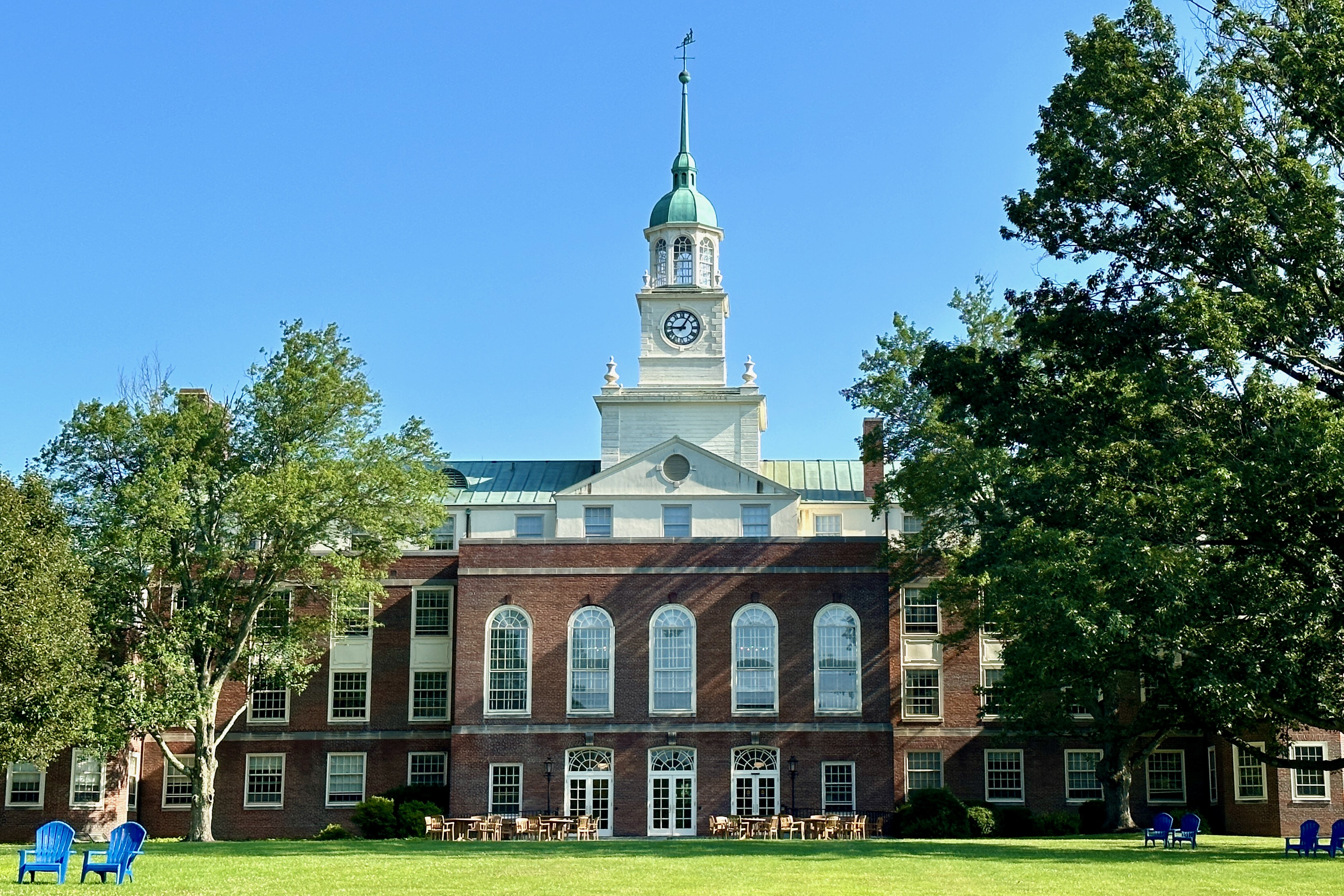
プリンストン高等研究所

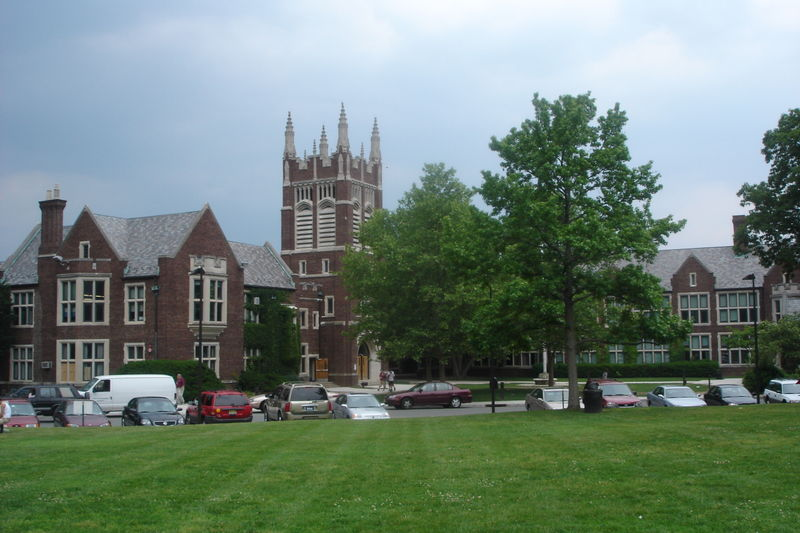
プリンストン高校

学術都市プリンストンを代表する教育機関は何と言っても市の中心部にキャンパスを構えるプリンストン大学である。1746年創立のこの私立大学はアイビー・リーグの一角をなす名門で、全米のみならず世界中にその名を轟かせている。同大学はハーバード大学、イェール大学とともにUSニュース&ワールド・レポート誌の大学ランキングで毎年トップ3にランクされている。 2006年のランキングでは1位であった。しかし同大学はハーバード大学やイェール大学とは異なり、総合大学でありながら少数精鋭制による伝統のリベラル・アーツを重視する教育を行なっている。プリンストン大学のキャンパスのほとんどはプリンストン市域内に収まっているが、一部は市の周囲を取り囲むプリンストン・タウンシップにかかっている。
プリンストン大学のほか、ウェストミンスター・クワイヤー・カレッジ（Westminster Choir College）もプリンストン市内に立地している。プリンストン・タウンシップには、プリンストン高等研究所やプリンストン神学校が立地している。また、アイビー・リーグの本部もプリンストンにある。
プリンストン地域学区（Princeton Regional Schools）はプリンストン市、およびプリンストン・タウンシップの公立学校を運営している。同学区は小学校4校、中学校1校、そしてプリンストン高校(Princeton High School)を運営し、プリンストンのK-12課程を支えている。プリンストン高校は学業的に非常に優れており、生徒のSATの点数では常にニュージャージー州内でトップ3に入る。また、同校の生徒はプリンストン大学のフリーコースを受講することができる。同学区の公立学校6校のうち、このプリンストン高校のみがプリンストン市域内にあり、小学校4校と中学校はすべてプリンストン・タウンシップに立地している。このほか、プリンストンには私立学校が多数存在する。
市の教育・研究水準が高いため、プリンストンは企業にとっても魅力のある都市である。プリンストンには上述のSATのほか、TOEICなどのテストプログラム開発を行うエデュケーショナル・テスティング・サービス（ETS）、調査会社オピニオン・リサーチ社（Opinion Research Corporation）、電機のサーノフ社（Sarnoff Corporation）、FMC社（FMC Corporation）、 ウォールストリート・ジャーナルを発行している出版社ダウ・ジョーンズといった企業が本社を構えている。また、慈善団体ロバート・ウッド・ジョンソン財団（Robert Wood Johnson Foundation）の本部もプリンストンにある。

## 人口動勢

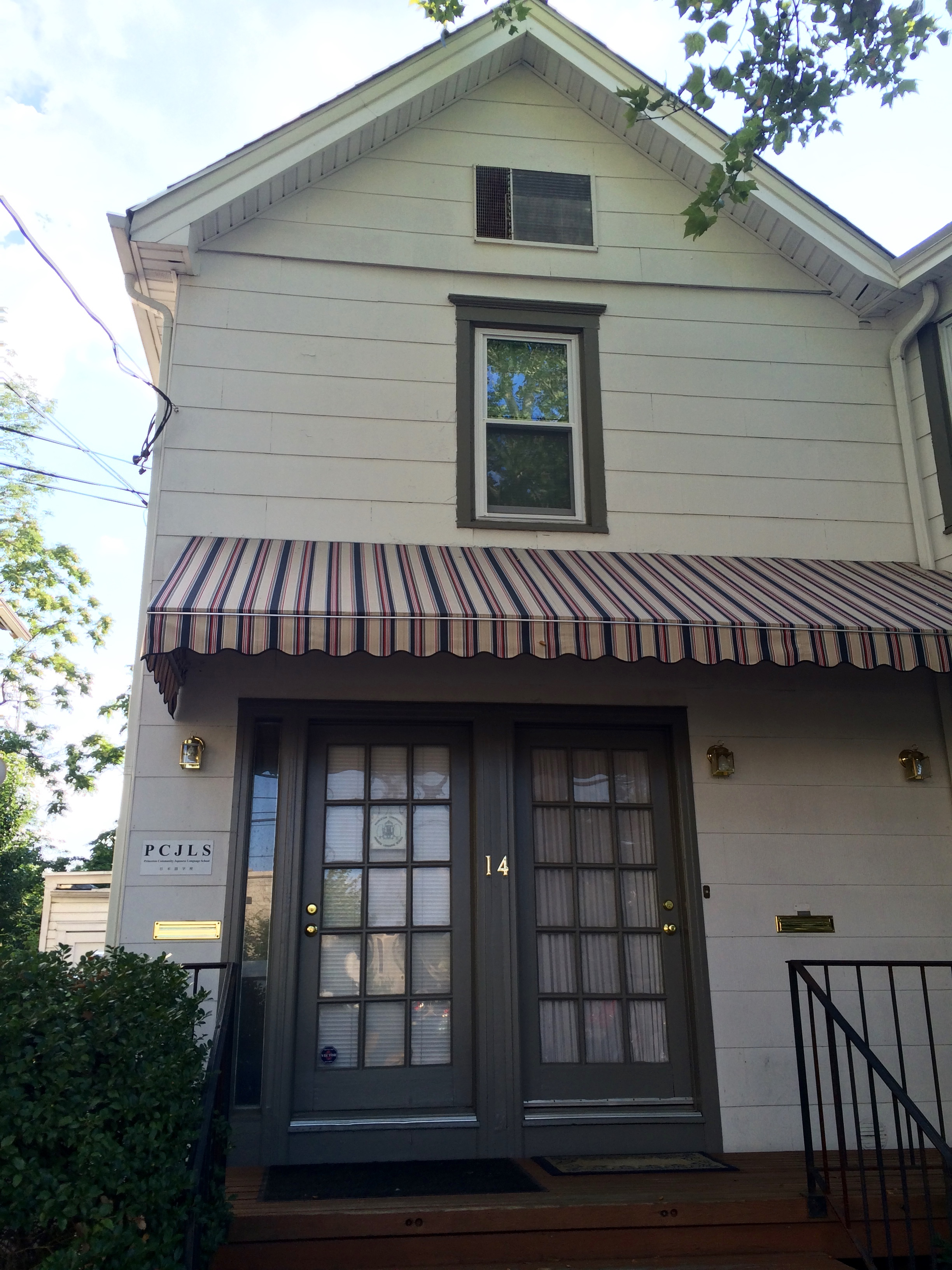
プリンストン日本語学校(Princeton Community Japanese Language School; 補習授業校)オフィス

以下は2000年国勢調査におけるプリンストン市の人口統計データである。
| 基礎データ - 人口: 14,203人 - 世帯数: 3,326世帯 - 家族数: 1,692家族 - 人口密度: 2,964.2人/km²（7,686.3人/mi²） - 住居数: 3,495軒 - 住居密度: 729.4軒/km²（1,891.4軒/mi²） 人種別人口構成 - 白人: 80.26% - アフリカン・アメリカン: 6.39% - ネイティブ・アメリカン: 0.28% - アジア人: 7.46% - 太平洋諸島系: 0.14% - その他の人種: 2.50% - 混血: 2.96% - ヒスパニック・ラテン系: 7.10% 年齢別人口構成 - 18歳未満: 10.1% - 18-24歳: 40.9% - 25-44歳: 27.4% - 45-64歳: 12.3% - 65歳以上: 9.3% - 年齢の中央値: 25歳 - 性比（女性100人あたり男性の人口） - 総人口: 108.2 - 18歳以上: 107.8 | 世帯と家族（対世帯数） - 18歳未満の子供がいる: 22.3% - 結婚・同居している夫婦: 42.5% - 未婚・離婚・死別女性が世帯主: 6.4% - 非家族世帯: 49.1% - 単身世帯: 40.1% - 65歳以上の老人1人暮らし: 12.0% - 平均構成人数 - 世帯: 2.20人 - 家族: 2.92人 収入と家計 - 収入の中央値 - 世帯: 67,346米ドル - 家族: 102,957米ドル - 性別 - 男性: 60,341米ドル - 女性: 52,900米ドル - 人口1人あたり収入: 27,292米ドル - 貧困線以下 - 対人口: 9.0% - 対家族数: 2.9% - 18歳未満: 5.4% - 65歳以上: 6.8% |

プリンストンの人口構成はプリンストン大学の影響を受けている。そのため18-24歳の年齢層が占める割合が総人口の4割と高く、また年齢の中央値が若い。